# The Hot n' Heavy
The Hot N' Heavy är ett album av Drop Dead, Gorgeous släppt 2009.

## Låtlista
1. Killing A Classic
2. Southern Lovin' (Belle Of The Ball)
3. Beat The Devil Out Of It
4. Two Birds, One Stone
5. Sue Simmons! Watch Your Mouth!
6. Fame
7. Internet Killed The Video Star
8. Can't Fight Biology
9. There's No Business Like Snow Business
10. Interlude
11. Dirtier Than You Want To Know
12. We're Planning, God's Laughing